# Dapsilarthra subtilis
Dapsilarthra subtilis är en stekelart som först beskrevs av Forster 1862.  Dapsilarthra subtilis ingår i släktet Dapsilarthra och familjen bracksteklar. Inga underarter finns listade i Catalogue of Life.